# Company of Heroes: Opposing Fronts
Company of Heroes: Opposing Fronts est une extension pour le jeu de stratégie en temps réel Company of Heroes, disponible depuis le 28 septembre 2007 sur PC. Le titre est proposé sous la forme d'un stand alone, c'est-à-dire que son installation ne requiert pas de posséder le jeu originel.

## Nouveautés
Cette extension introduit son lot de nouveautés. Parmi celles-ci, on peut citer:
- 2 factions inédites: la 2nde Armée Britannique et les troupes blindées d'élite.
- 2 campagnes séparées
- De nouveaux effets graphiques, comme les effets météorologiques
- De nouvelles cartes

## Accueil
| Company of Heroes: Opposing Fronts |      |       |
| Média                              | Pays | Notes |
| Gamekult                           | FR   | 7/10  |
| GameSpot                           | US   | 8/10  |
| Jeuxvideo.com                      | FR   | 18/20 |
| Joystick                           | FR   | 7/10  |